# Higashiagatsuma
Higashiagatsuma (jap. 東吾妻町 Higashiagatsuma-machi) – miasto w Japonii, na wyspie Honsiu, w prefekturze Gunma. Według danych na rok 2020 miejscowość zamieszkiwało 12 728 mieszkańców , a gęstość zaludnienia wyniosła 50,1 os./km².